# Arquidiócesis de Quebec
La arquidiócesis de Quebec (en latín: Archidioecesis Quebecensis y en francés: Archidiocèse de Québec) es una circunscripción eclesiástica de la Iglesia católica en Canadá. Se trata de una arquidiócesis latina, sede metropolitana de la provincia eclesiástica de Quebec. Desde el 22 de febrero de 2011 su arzobispo y primado de Canadá es el cardenal Gérald Cyprien Lacroix, del Instituto secular Pío X.

## Territorio y organización

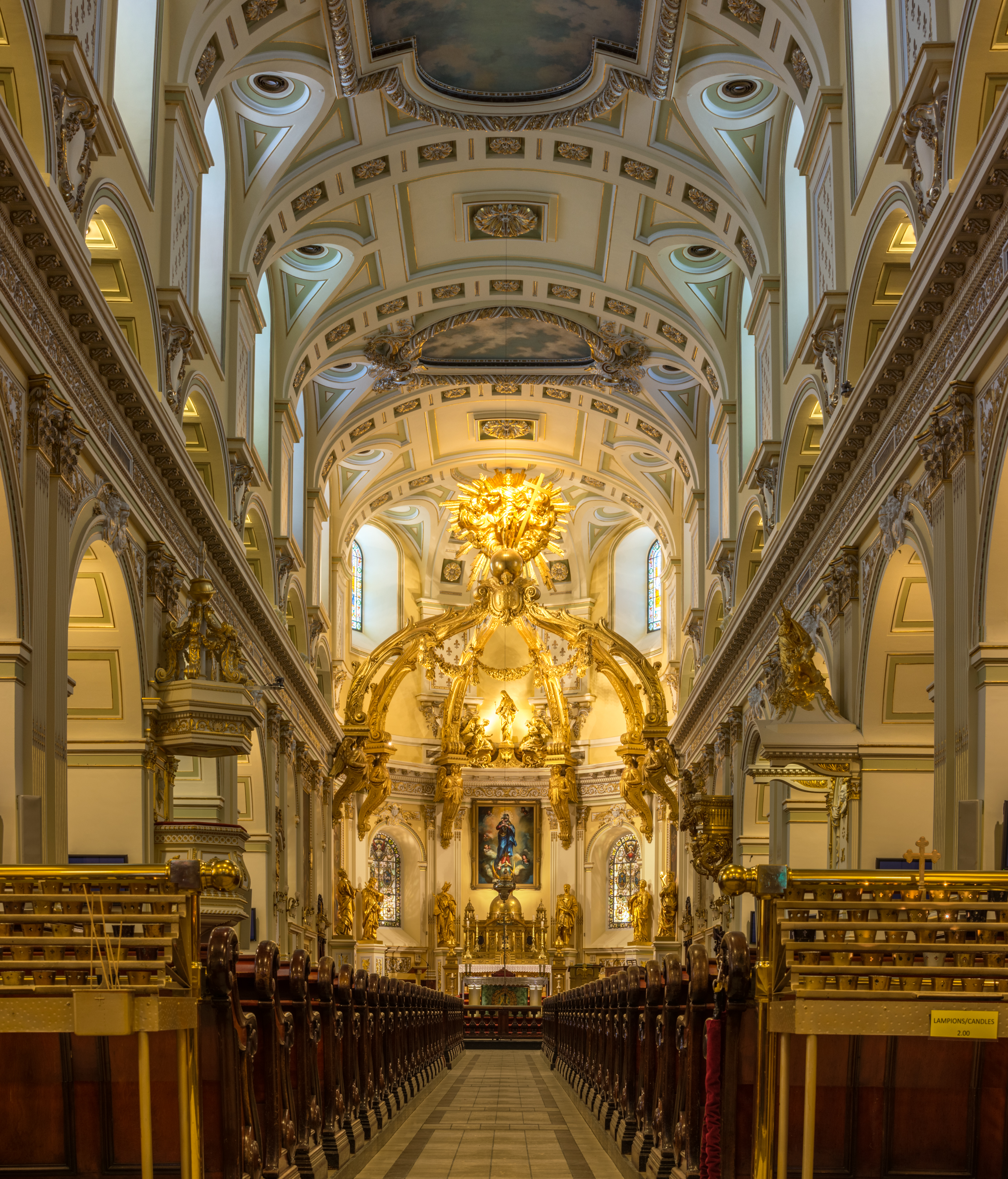
Interior de la Catedral de Quebec

La arquidiócesis tiene 35 180 km² y extiende su jurisdicción sobre los fieles católicos de rito latino residentes en parte de las regiones administrativas de Chaudière-Appalaches y Capitale-Nationale en la provincia de Quebec. Es la diócesis más antigua de Norteamérica, sin contar las de México. 

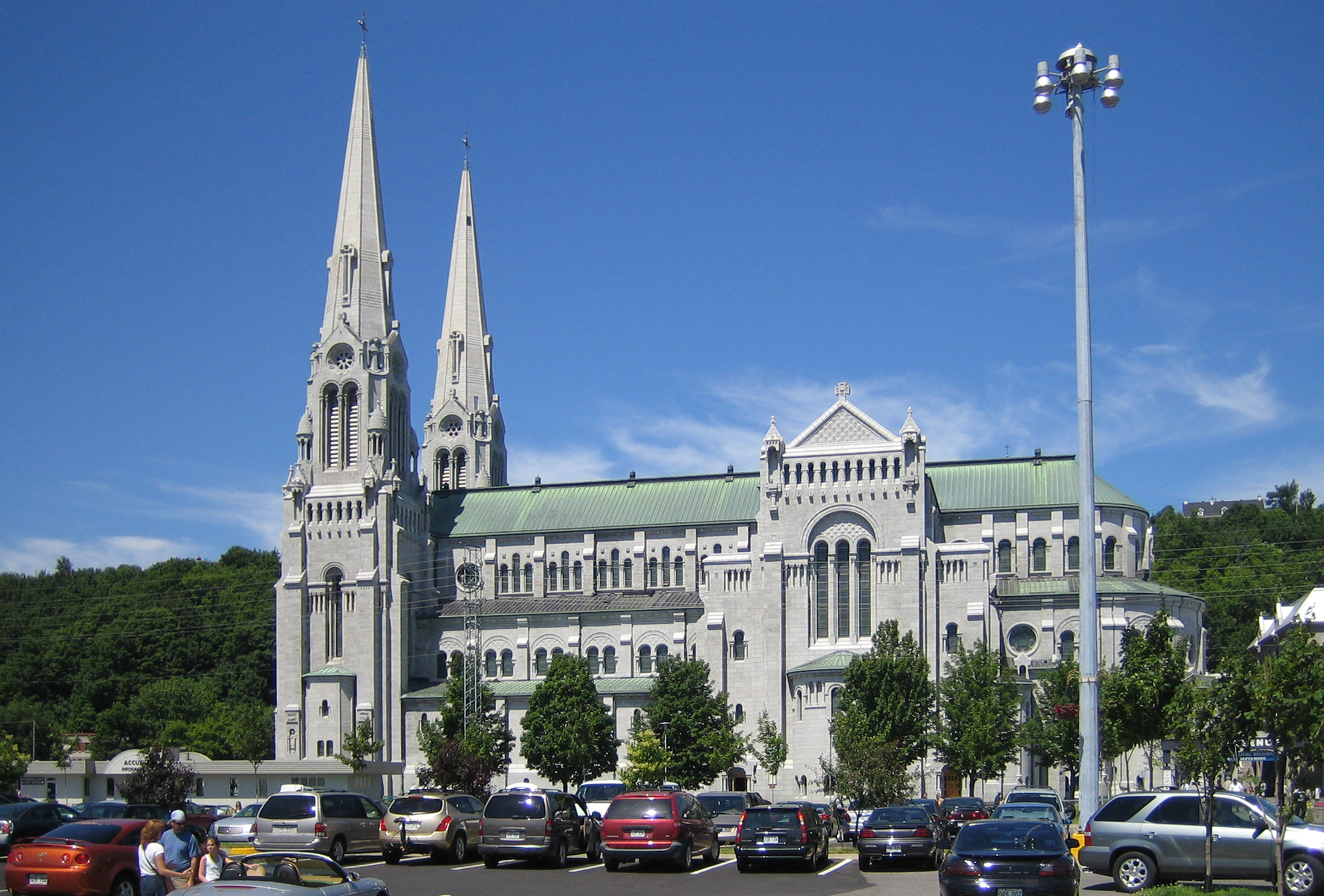
Basílica menor en Sainte-Anne-de-Beaupré

La sede de la arquidiócesis se encuentra en la ciudad de Quebec, en donde se halla la Catedral basílica de Nuestra Señora. En Sainte-Anne-de-Beaupré se encuentra la basílica menor de Sainte-Anne-de-Beaupré.
En 2020 en la arquidiócesis existían 40 parroquias.
La arquidiócesis tiene como sufragáneas a las diócesis de: Chicoutimi, Sainte-Anne-de-la-Pocatière y Trois-Rivières.

## Historia
Los primeros misioneros recoletos, seguidos por los jesuitas y los franciscanos, fundaron la misión Nueva Francia en 1615 en la ciudad de Quebec, fundada en 1608 por el explorador francés Samuel de Champlain.
En un principio los misioneros dependían directamente de la Santa Sede, pero cuando llegaron los jesuitas en 1632, las misiones quedaron bajo la jurisdicción del arzobispo de Ruan.
El 11 de abril de 1658 el papa Alejandro VII estableció Nueva Francia como vicariato apostólico y nombró a François de Montmorency-Laval como el primer vicario apostólico con jurisdicción sobre todas las colonias francesas en América del Norte, hasta Misisipi y Luisiana. Tuvo que organizar el vicariato apostólico, que no tenía catedral, ni residencia episcopal, ni ingresos, ni parroquias, ni seminario. En total había solo once iglesias y capillas. En 1663 se fundó el seminario, en 1664 la primera parroquia, a la que siguieron otras once en 1678.
El 1 de octubre de 1674 el vicariato apostólico fue elevado a diócesis y tomó el nombre de diócesis de Quebec en virtud de la bula Cunctis pateat evidenter del papa Clemente X.
En 1684 se instituyó el cabildo catedralicio.
En 1688 el obispo Laval renunció y obtuvo las abadías de Maubec, l'Estrée y Bénévent del rey de Francia. Le sucedió Jean-Baptiste de la Croix Chevrière de Saint Vallier, quien continuó la labor de organizar la diócesis, aumentar el número de parroquias y promover las misiones jesuitas en Illinois. Sin embargo, atrajo muchas enemistades cuando en 1692 independizó las parroquias del seminario. El rey pidió su dimisión, a lo que el obispo se negó. Estuvo detenido en París de 1694 a 1697, luego fue hecho prisionero por los británicos de 1704 a 1709 y nuevamente detenido en Francia hasta 1713. Sin embargo, durante su estancia en Europa logró obtener la unión de las abadías concedida a su antecesor con la diócesis de Quebec.
En 1763 cedió una parte de su territorio para la erección de la prefectura apostólica de las Islas de San Pedro y Miquelón (hoy suprimida).
Tras el Tratado de París de 1783 la jurisdicción de la diócesis coincidió con las fronteras del actual Canadá.
El 30 de mayo de 1784 cedió una porción de su territorio para la erección de la prefectura apostólica de Terranova (hoy arquidiócesis de San Juan de Terranova).
El 4 de julio de 1817 cedió una porción de su territorio para la erección del vicariato apostólico de Nueva Escocia (hoy arquidiócesis de Halifax-Yarmouth).
El 12 de enero de 1819 cedió otra porción de su territorio para la erección del vicariato apostólico de Alto Canadá (hoy arquidiócesis de Kingston).
El mismo 12 de enero de 1819 la diócesis fue elevada al rango de arquidiócesis con el breve In summa Apostolatus del papa Pío VII, sin embargo el arzobispo tuvo que pedir permiso al papa para no usar el título de arzobispo para no ofender al Gobierno británico.
El 1 de febrero de 1820, en virtud del breve Inter multiplices del papa Pío VII, cedió la isla de Anticosti y una parte de Labrador al vicariato apostólico de Terranova (hoy arquidiócesis de San Juan de Terranova). El 4 de septiembre de 1829, en virtud de otro breve llamado Inter multiplices del papa León VIII, también cedió la isla de Cabo Bretón al vicariato apostólico de Nueva Escocia (hoy arquidiócesis de Halifax-Yarmouth).
Posteriormente, cedió otras porciones de territorio en varias ocasiones para la erección de nuevas circunscripciones eclesiásticas:
- la diócesis de Charlottetown el 11 de agosto de 1829 mediante otro breve llamado Inter multiplices;[8]
- la diócesis de Montreal (hoy arquidiócesis de Montreal) el 13 de mayo de 1836 mediante el breve Apostolici ministerii del papa Gregorio XVI;[9]
- el vicariato apostólico del Territorio de Oregón (hoy arquidiócesis de Portland) el 1 de diciembre de 1843 mediante el breve Pastorale officium del papa Gregorio XVI;[10]
- el vicariato apostólico del Nordeste o de la Bahía de Hudson y de la Bahía James[11] (hoy arquidiócesis de Saint-Boniface) el 16 de abril de 1844 mediante el breve Ex debito del papa Gregorio XVI.[12]

El 12 de julio de 1844 fue elevada a sede metropolitana en virtud del breve Cum per similes del papa Gregorio XVI.
Después de la elevación a sede metropolitana cedió nuevas porciones de territorio para la erección de nuevas diócesis:
- la diócesis de Saint-Hyacinthe el 8 de junio de 1852 mediante la bula Ad romanum spectat del papa Pío IX;[14]
- la diócesis de Trois-Rivières el 8 de junio de 1852 mediante la bula Universi Dominici gregis del papa Pío IX;[15]
- la diócesis de Saint-Germain de Rimouski (hoy arquidiócesis de Rimouski) el 15 de enero de 1867 mediante el breve Ex debito del papa Pío IX;[16]
- la diócesis de Sherbrooke (hoy arquidiócesis de Sherbrooke) el 28 de agosto de 1874 mediante el breve Arcano divinae del papa Pío IX;[17]
- la diócesis de Chicoutimi el 28 de mayo de 1878 mediante el breve Arcano divinae providentiae del papa León XIII;[18]
- la diócesis de Sainte-Anne-de-la-Pocatière el 23 de junio de 1951 mediante la bula Sollerti studio del papa Pío XII.[19]

El 24 de enero de 1956 el papa Pío XII concedió a los metropolitanos pro tempore de Quebec el título honorífico de primado de Canadá.

## Estadísticas
De acuerdo al Anuario Pontificio 2021 la arquidiócesis tenía a fines de 2020 un total de 984 743 fieles bautizados.
| Año                                                                             | Población | Población | Población      | Sacerdotes | Sacerdotes | Sacerdotes | Católicos por sacerdote | Diáconos permanentes | Religiosos | Religiosos | Parroquias y cuasiparroquias |
| Año                                                                             | Católicos | Total     | % de católicos | Total      | Diocesanos | Regulares  | Católicos por sacerdote | Diáconos permanentes | Masculinos | Femeninos  | Parroquias y cuasiparroquias |
| ------------------------------------------------------------------------------- | --------- | --------- | -------------- | ---------- | ---------- | ---------- | ----------------------- | -------------------- | ---------- | ---------- | ---------------------------- |
| 1950                                                                            | 622 000   | 632 100   | 98.4           | 1451       | 1100       | 351        | 428                     |                      | 399        | 6500       | 285                          |
| 1966                                                                            | 710 421   | 716 864   | 99.1           | 1565       | 1052       | 513        | 453                     |                      | 1360       | 7720       | 275                          |
| 1970                                                                            | 761 728   | 768 351   | 99.1           | 1581       | 1005       | 576        | 481                     |                      | ?          | 6992       | 272                          |
| 1976                                                                            | 873 165   | 885 601   | 98.6           | 1517       | 957        | 560        | 575                     | 26                   | 1479       | 6500       | 276                          |
| 1980                                                                            | 954 359   | 993 138   | 96.1           | 1508       | 894        | 614        | 632                     | 35                   | 1319       | 6223       | 274                          |
| 1990                                                                            | 1 041 116 | 1 063 406 | 97.9           | 1158       | 704        | 454        | 899                     | 62                   | 1045       | 4657       | 273                          |
| 1999                                                                            | 1 042 762 | 1 075 188 | 97.0           | 917        | 568        | 349        | 1137                    | 79                   | 763        | 3816       | 254                          |
| 2000                                                                            | 1 014 361 | 1 047 001 | 96.9           | 906        | 550        | 356        | 1119                    | 81                   | 778        | 3812       | 249                          |
| 2001                                                                            | 1 027 948 | 1 072 950 | 95.8           | 896        | 535        | 361        | 1147                    | 82                   | 762        | 3771       | 234                          |
| 2002                                                                            | 1 040 227 | 1 080 135 | 96.3           | 869        | 518        | 351        | 1197                    | 86                   | 747        | 3766       | 233                          |
| 2003                                                                            | 1 047 425 | 1 098 212 | 95.4           | 860        | 518        | 342        | 1217                    | 93                   | 767        | 3502       | 229                          |
| 2004                                                                            | 1 076 180 | 1 149 301 | 93.6           | 846        | 498        | 348        | 1272                    | 91                   | 734        | 3282       | 227                          |
| 2010                                                                            | 1 040 690 | 1 195 261 | 87.1           | 701        | 418        | 283        | 1484                    | 95                   | 629        | 2729       | 219                          |
| 2014                                                                            | 1 062 746 | 1 226 493 | 86.6           | 634        | 388        | 246        | 1676                    | 90                   | 400        | 2662       | 207                          |
| 2017                                                                            | 1 015 815 | 1 277 354 | 79.5           | 610        | 349        | 261        | 1665                    | 84                   | 591        | 1971       | 201                          |
| 2020                                                                            | 984 743   | 1 287 105 | 76.5           | 478        | 305        | 173        | 2060                    | 78                   | 369        | 1729       | 40                           |
| Fuente: Catholic-Hierarchy, que a su vez toma los datos del Anuario Pontificio. |           |           |                |            |            |            |                         |                      |            |            |                              |

## Episcopologio
- San François de Montmorency-Laval † (11 de abril de 1658-24 de enero de 1688 renunció)
- Jean-Baptiste de la Croix Chevrière de St. Vallier † (7 de julio de 1687-26 de diciembre de 1727 falleció)
- Louis-François Du Plessis de Mornay, O.F.M.Cap. † (26 de diciembre de 1727 por sucesión-12 de septiembre de 1733 renunció)
- Pierre-Herman Dosquet, P.S.S. † (12 de septiembre de 1733 por sucesión-25 de junio de 1739 renunció)
- François-Louis Pourroy de L'Auberivière † (22 de marzo de 1739-20 de agosto de 1740 falleció)
- Henri-Marie du Breuil de Pontbriand † (30 de noviembre de 1740-8 de junio de 1760 falleció)
  - Sede vacante (1760-1766)
- Jean-Olivier Briand † (21 de enero de 1766-29 de noviembre de 1784 renunció)
- Louis-Philippe-François Mariauchau d'Esglis † (2 de diciembre de 1784 por sucesión-4 de junio de 1788 falleció)
- Jean-François Hubert † (12 de junio de 1788 por sucesión-1 de septiembre de 1797 renunció)
- Pierre Denaut † (1 de septiembre de 1797 por sucesión-17 de enero de 1806 falleció)
- Joseph-Octave Plessis † (17 de enero de 1806 por sucesión-4 de diciembre de 1825 falleció)
- Bernard-Claude Panet † (4 de diciembre de 1825 por sucesión-14 de febrero de 1833 falleció)
- Joseph Signay † (14 de febrero de 1833 por sucesión-3 de octubre de 1850 falleció)
- Pierre-Flavien Turgeon † (3 de octubre de 1850 por sucesión-25 de agosto de 1867 falleció)
- Charles-François Baillargeon † (25 de agosto de 1867 por sucesión-13 de octubre de 1870 falleció)
- Elzéar-Alexandre Taschereau † (24 de diciembre de 1870-12 de abril de 1898 falleció)
- Louis Nazaire Bégin † (12 de abril de 1898 por sucesión-18 de julio de 1925 falleció)
- Paul-Eugène Roy † (18 de julio de 1925 por sucesión-20 de febrero de 1926 falleció)
- Felix-Raymond-Marie Rouleau, O.P. † (9 de julio de 1926-31 de mayo de 1931 falleció)
- Jean-Marie-Rodrigue Villeneuve, O.M.I. † (11 de diciembre de 1931-17 de enero de 1947 falleció)
- Maurice Roy † (2 de junio de 1947-20 de marzo de 1981 retirado)
- Louis-Albert Vachon † (20 de marzo de 1981-17 de marzo de 1990 retirado)
- Maurice Couture, R.S.V. † (17 de marzo de 1990-15 de noviembre de 2002 retirado)
- Marc Ouellet, P.S.S. (15 de noviembre de 2002-30 de junio de 2010 nombrado prefecto de la Congregación para los Obispos)
- Gérald Cyprien Lacroix, I.S.P.X., desde el 22 de febrero de 2011